# Universidade de St. Andrews
A Universidade de St. Andrews (em escocês gaélico Oilthigh Chill Rìmhinn, em inglês University of St Andrews) está situada na cidade de St. Andrews, no condado de Fife, e é a universidade mais antiga da Escócia e uma das mais antigas do Reino Unido. Foi fundada no século XV, entre 1410 e 1413, e na atualidade segue como sendo uma das universidades de maior prestígio do país. É uma universidade pública com aproximadamente 8 400 estudantes.

## História
A Universidade de  St. Andrews foi fundada em 1410 no priorado da Catedral de St. Andrews e recebeu uma bula pontifícia do Papa de Avinhão Benedicto XIII em 1413. Pronta, a universidade passou a apresentar um crescimento importante: se estabeleceu uma faculdade de pedagogia em 1418, a St Salvator's College em 1450, St Leonard's College em 1511, e a St Mary's College em 1537. Algumas destas instituições e edifícios ainda existem hoje em dia, como a St Salvator's Chapel, situada no St Salvator's Quadrangle, que atualmente albergam vários departamentos da universidade. No momento da sua fundação, a universidade tinha um caráter religioso, e grande parte das disciplinas era ministrada pelos próprios agostinianos da catedral.

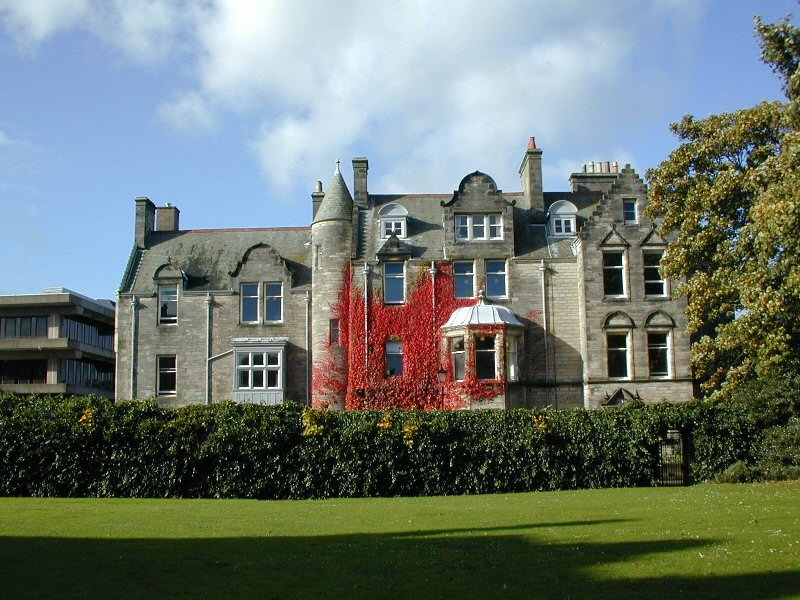
Universidade de St. Andrews

A Universidade manteve nos séculos seguintes sua importância e sua influência na Escócia; entretanto, durante o século XIX o número de alunos reduziu consideravelmente, até chegar a menos de 150 na década de 1870. Para solucionar em parte este problema, a universidade fundou uma faculdade em  Dundee, que se converteria em um centro pioneiro em pesquisas médicas e científicas. Mais tarde, esta Faculdade tornou-se independente convertendo-se na Universidade de Dundee. Durante o século XX, especialmente na segunda metade do século, a universidade recuperou o número de matrículas e o prestígio perdido não só na Escócia mas também em todo o Reino Unido e em outras partes do mundo, especialmente nos Estados Unidos. Atualmente a Universidade de  St. Andrews acolhe cerca de 9 000 pessoas, entre professores e estudantes.

## Faculdades e departamentos
A Universidade de St. Andrews conta atualmente com as seguintes faculdades, subdivididas por sua vez em departamentos:
| - Biologia - Medicina - Física e Astronomia - Química - Informática - Matemáticas e Estatística | - Administração de empresas - Economia - Relações internacionais - Inglês - Línguas Modernas - Geografia | - História da arte - História - Teologia - Estudos Clássicos - Filosofia e Antropologia - Psicologia |

Além disso, a Universidade abriga a "Academia Real Escocesa de Música e Drama" (Royal Scottish Academy of Music and Drama).